# Spirula spirula
Spirula spirula är en bläckfiskart som först beskrevs av Carl von Linné 1758.  Spirula spirula är enda arten i släktet Spirula, familjen Spirulidae och ordningen Spirulida. IUCN kategoriserar arten globalt som livskraftig. Det är osäkert om arten förekommer i Sverige. Inga underarter finns listade.